# Chengkuihai
Chengkuihai (kinesiska: 程奎海, 程奎海乡) är en socken i Kina. Den ligger i den autonoma regionen Inre Mongoliet, i den norra delen av landet, omkring 79 kilometer sydväst om regionhuvudstaden Hohhot.
Genomsnittlig årsnederbörd är 630 millimeter. Den regnigaste månaden är juli, med i genomsnitt 178 mm nederbörd, och den torraste är januari, med 3 mm nederbörd.